# 泉水智
泉水 智（せんすい さとし、1967年2月8日 - ）は、日本の元バレーボール選手（全日本代表）。

## 来歴・人物
県立君津高校から東海大学工学部通信工学科を経て1989年に日本電気に入社、NECブルーロケッツでの背番号は11。入社年度の日本リーグでは新人賞とベスト6を受賞。その後、日本リーグ、Vリーグ通算して4回、黒鷲旗では5回の日本一に輝いた。1993年からは主将を務め、1999年現役を引退するまでの10年間、チームを支え続けた。
引退後は社業の傍ら、春高バレーコーチングキャラバンや小学生と大学生チームのコーチを務めた。
2019年、創部3年目で高校総体（インターハイ）に出場する都城東高等学校の監督を務め、留学生であるアライン・デ・アルマスを指導した。

## 所属チーム
- 県立君津高校
- 東海大学
- NECブルーロケッツ（1989年-1999年）

## 球歴
- 全日本代表としての主な国際大会出場歴
  - 世界選手権 - 1990年
  - アジア大会 - 1990年
  - ワールドリーグ - 1990年、1991年、1995年